# مقاطعة عيل أفوين
مقاطعة عيل أفوين (بالصومالية: Degmada Ceelafweyn)‏ هي إحدى مقاطعات محافظة سناج في الصومال، عاصمتها مدينة عيل أفوين.

## التركيبة السكانية
يعيش في مقاطعة عيل أفوين عدد من العشائر الصومالية أبرزها هبر جعلو وغرحجيس، ووصل عدد السكان في عام 2005 إلى 65797 نسمة حسب مكتب الأمم المتحدة لتنسيق الشؤون الإنسانية.

## روابط خارجية
- الخريطة الإدارية لقاطعة عيل أفوين
- مقاطعات الصومال